# Ndouenke
Ndouenke est un village de la Région du Littoral du Cameroun, situé dans la commune de Baré-Bakem. Il est situé à 14 km de Baréko.

## Population et développement
En 1967, la population de Ndouenke était de 87 habitants, essentiellement des Bakem. La population de Ndouenke était de 86 habitants dont 50 hommes et 36 femmes, lors du recensement de 2005.